# はじまりの歌
「はじまりの歌」（はじまりのうた）は、大橋卓弥の1枚目のシングル。

## 収録曲
1. はじまりの歌
（作詞・作曲：大橋卓弥、編曲：大橋卓弥 & Drunk Monkeys）
  - ユーキャン2008キャンペーンソング
  - ソロデビューの心境を綴った楽曲。「何の飾りっ気もないし、素直に、思ったことを歌ってるだけ」と語っている[1]。
  - PVには吉倉あおいが出演している。
2. 少年と空
（作詞・作曲：大橋卓弥、編曲：大橋卓弥 & Drunk Monkeys）
  - フォーク調の楽曲。
  - 「小さい頃に車で聴いていた吉田拓郎のイメージを僕なりに形にしてみた」と語っている[1]。
  - また、「フォークソングを聴いたことのない今の子たちがこの曲をきっかけに、こんな音楽もあるんだ、って遡ってフォークを聴いてみてくれたら面白いし、音楽はそういう楽しみ方もあるんじゃないかなって。自分の中ではずっと思っていたアイデアだったんです」とも語っている[1]。

1. そろそろいかなくちゃ（VOICE×VOICE Vol.1: 秦基博）
（作詞・作曲：スガシカオ、編曲：大橋卓弥 & 秦基博）
  - スガシカオの4thアルバム『4Flusher』に収録されている曲をカバーしたもの。
  - 事務所の後輩の秦が参加している。
2. はじまりの歌（Backing Track）

## 演奏
- 大橋卓弥：Vocal, Acoustic Guitar
- 新井“ラーメン”健：Electric Guitar (#1.2) , Chorus (#1)
- 山口寛雄：Bass (#1.2), Chorus (#1)
- 古田たかし：Drums (#1.2), Chorus (#1)
- 斎藤有太：Piano (#1.2), Chorus (#1)
- 秦基博：Vocal, Acoustic Guitar (#3)

## 初回特典DVD収録内容
1. 「はじまりの歌」ビデオクリップ
2. 大橋卓弥のスター!?マル秘体力測定
陸上の模範演技として当時無名だった武井壮が出演している。